# Adoncholaimus thalassophygas
Adoncholaimus thalassophygas är en rundmaskart som först beskrevs av De Man 1976.  Adoncholaimus thalassophygas ingår i släktet Adoncholaimus och familjen Oncholaimidae. Arten är reproducerande i Sverige. Inga underarter finns listade i Catalogue of Life.